# حزام مدرع

مخطط العناصر المشتركة لدروع بارجة. حزام الدروع (أ) في الخارج، عند خط الماء. يشار أيضًا إلى السطح الرئيسي (B)، درع سطح السفينة المنحدر (C)، وحاجز الطوربيد (D).

الحزام المدرع هو طبقة ثقيلة من المعادن المركبة داخل الهياكل الخارجية لسفن الحربية، وعادة على البوارج، وطرادات المعركة والطرادات وحاملات الطائرات.
تم تصميم دروع الحزام لمنع المقذوفات من اختراق السفينة الحربية. عندما تصطدم بقذيفة مدفعية أو طوربيد تحت الماء، فإن درع الحزام يمتص الصدمة والانفجار بسمكها وقوتها المطلقة، أو يستخدم المنحدر لإعادة توجيه المقذوف وانفجارها إلى أسفل.
عادة، يغطي حزام الدروع الرئيسي السفينة الحربية من سطحها الرئيسي وصولاً إلى مسافة ما دون الخط المائي. إذا تم بناء الحزام داخل الهيكل بدلًا من تشكيل الهيكل الخارجي، فقد تم تثبيته بزاوية مائلة لتحسين الحماية، كما هو موضح أعلاه.

## روابط خارجية
- مقارنة بين مخططات الحرب العالمية الثانية دروع حربية